# Betsy Schirmer

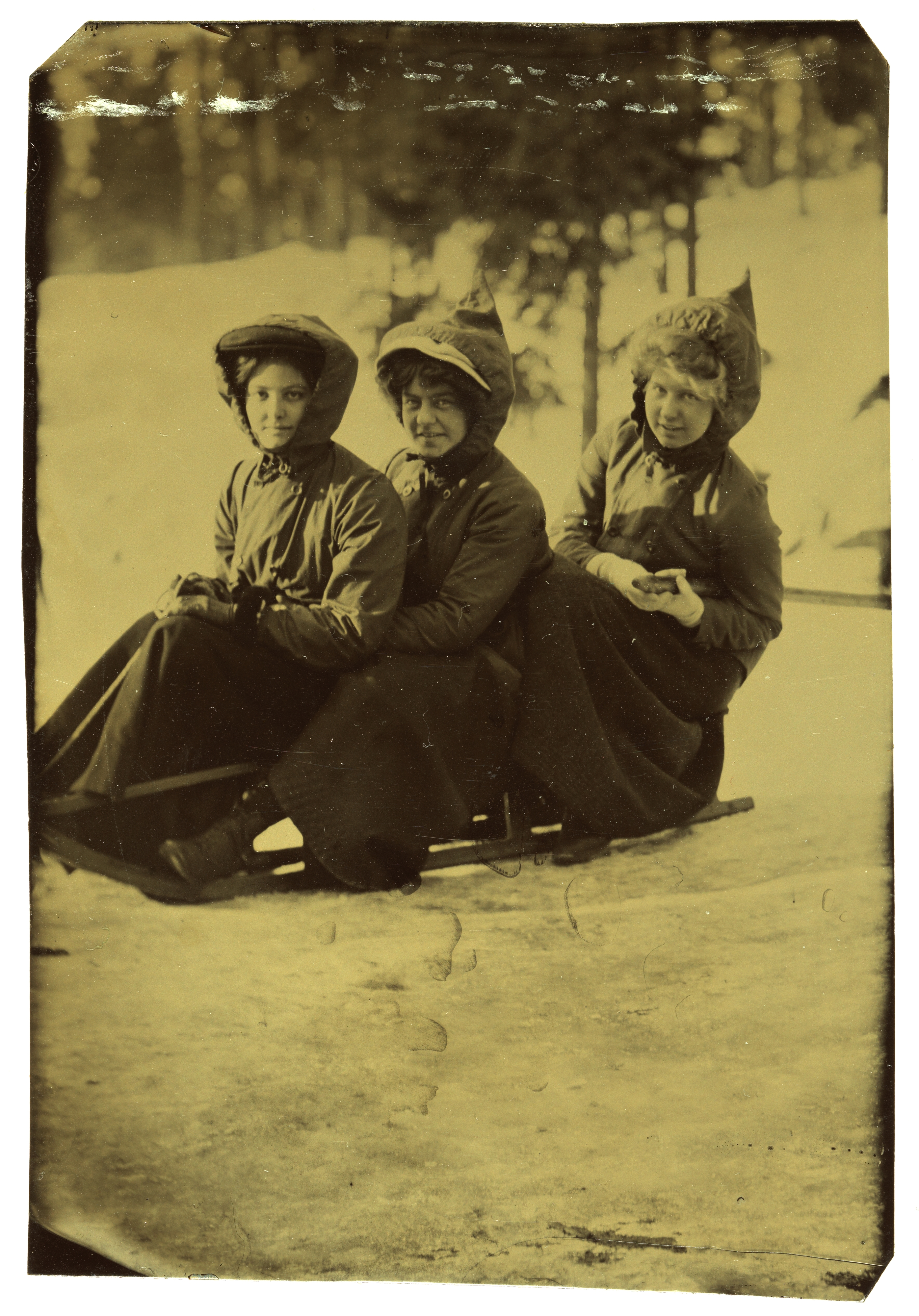
Betsy Gude (ganz rechts)

Betsy Ingeborg Agnes Schirmer (geb. Gude; * 19. Mai 1890 in Kristiania; † 11. Oktober 1968 in Oslo, Norwegen) war eine norwegische Bildhauerin.

## Familie
Betsy Gudes Eltern waren der Ingenieur Erik Anker Gude (1855–1940) und Agnes Sofie geb. Gjerdrum (1865–1922). Ihre Großväter waren der Maler Hands Gude (1825–1903) und der Geschäftsmann und Hofjägermeister Otto Gjerdrum (1831–1908). Der Maler Nils Gude (1859–1908) war ein Onkel, die Malerinnen Agnes Charlotte Gude (1863–1929) und Sigrid Gude, verheiratet mit dem Bildhauer Otto Lessing (1846–1912), Tanten. Ihre Cousinen Betsy und Ingeborg Gude waren gleichfalls künstlerisch tätig. Die Familie Gude stammte aus Rendsburg.

## Leben und Wirken
Betsy Gude begann 1909 an der königlich norwegischen Zeichenschule (seit 1996 Kunsthochschule Oslo), wo sie unter Lars Utne modellierte. Nach einem Studienaufenthalt in Rom gab sie 1912/1913 ihr Debüt auf der Herbstausstellung (Høstutstillingen) und erhielt gute Kritiken für ihre Porträtbüsten. Diese zeigten eine klare und ausgefeilte naturalistische Form, die später auch für ihre Arbeiten charakteristisch war. Im Jahr 1920 ging Gude nach Paris, wo sie Schülerin von Antoine Bourdelle war. Seine Formen gaben ihr Anregung für ihre Statuetten, die oft durch eine gewisse Vereinfachung gekennzeichnet sind. 
Im Jahr 1933 heiratete Gude den Architekten und Autor Ernst August Schirmer (1879–1952), einen Sohn des Architekten Adolf Schirmer (1850–1930).
Zu den wichtigsten Werken Betsy Schirmers zählen die Bronzebüste des Polarforschers Tryggve Gran in Kjeller und das sensibel gearbeitete Porträt des Malers Thorleif Heyerdahl. Eine Reihe ihrer Werke sind im öffentlichen Raum aufgestellt. Ihre Arbeiten bestanden hauptsächlich aus Porträtbüsten, unter ihnen eine Reihe von Kindern und kleineren Statuetten.